# Grand-Brassac
Grand-Brassac település Franciaországban, Dordogne megyében. Lakosainak száma 538 fő (2022. január 1.). Grand-Brassac Saint-Just, Montagrier, Bourdeilles, Bourg-des-Maisons, Celles, Chapdeuil, Creyssac, Lisle, Paussac-et-Saint-Vivien, Tocane-Saint-Apre és Saint-Victor községekkel határos.

## Népesség
A település népességének változása:
| Lakosok száma | 676  | 528  | 488  | 531  | 528  | 529  | 535  | 543  | 545  | 538  |
|               | 1968 | 1982 | 1990 | 2006 | 2013 | 2015 | 2017 | 2019 | 2020 | 2022 |